# Betzcel

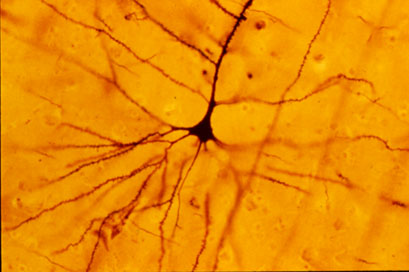
Betzcel (Golgikleuring)

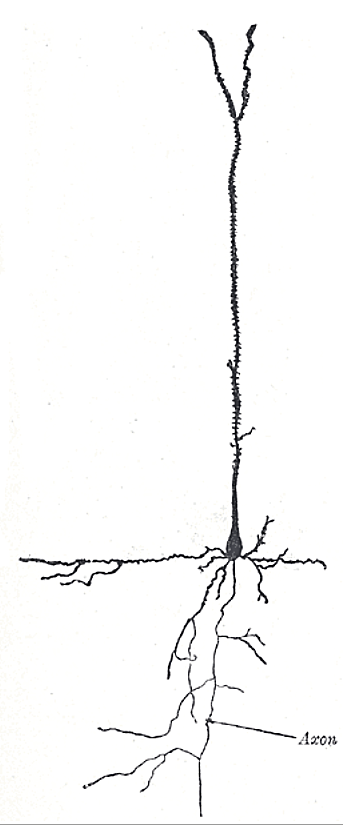
Betzcel

Een betzcel of cel van Betz is een zeer grote piramidecel (reuscel) in de gyrus precentralis van de frontale kwab met een tot 100 µm groot perikaryon. Ze zijn kenmerkend voor de cytoarchitectonische (celbouwkundige) structuur van het gebied van Brodmann . De reuspiramidecellen van Betz vertegenwoordigen ongeveer 5 procent van de piramidecellen; hun aantal bij mensen wordt geschat op ongeveer 30.000. Betzcellen zijn vernoemd naar de Oekraïense wetenschapper Wladimir Betz, die ze beschreef in zijn werk dat in 1874 werd gepubliceerd.
Betzcellen zijn bovenste motorische zenuwcellen die hun axonen via het piramidale systeem naar het ruggenmerg sturen, waar ze bij mensen direct synapsen met cellen van de voorhoorn, die op hun beurt direct synapsen met hun doelspieren. De voorhoorn van de grijze stof bevat de oorsprongsplaats van de motorische vezels. Betzcellen zijn niet de enige bron van directe verbindingen met die zenuwcellen, omdat de meeste directe motorische schorszenuwcellen middelgrote of kleine zenuwcellen zijn. Motorische schorszenuwcellen zijn zenuwcellen in de primaire motorische schors die direct lopen naar motorische zenuwcellen in de ventrale hoorn van het ruggenmerg. Hoewel betzcellen één apicale dendriet hebben die typisch is voor piramidecellen, hebben ze meer primaire dendritische schachten, die zich op bijna elk punt vanuit het soma (cellichaam) kunnen vertakken. Deze perisomatische (rond het cellichaam) en basale dendrieten lopen naar alle lagen van de motorische schors, maar de meeste van hun horizontale takken/boompjes bevolken de lagen V en VI van de neocortex, sommige reiken tot in de witte stof. Volgens een onderzoek vertegenwoordigen betzcellen ongeveer 10% van de totale piramidecelpopulatie in laag Vb van de primaire motorische schors van de mens.
De neurieten van betzcellen lopen via lange afdalende banen naar diepere delen van het centraal zenuwstelsel in de hersenstam en het ruggenmerg en vormen soms directe exciterende synapsen met motorische zenuwcellen in de kernen van hersenzenuwen of in de voorhoorn van ruggenmergsegmenten. Hun sterk gemyeliniseerde axonen worden aangetroffen als axonen van meer dan 10 µm dik in deze banen, de tractus corticobulbaris en de tractus corticospinalis (piramidebaan), die ook enkele honderdduizenden andere vezels dragen en gezamenlijk het piramidaal systeem worden genoemd. Betzcellen zijn de grootste zenuwcellen, met centrale uitsteeksels die bij volwassenen meer dan een meter lang kunnen worden.

## Structuur

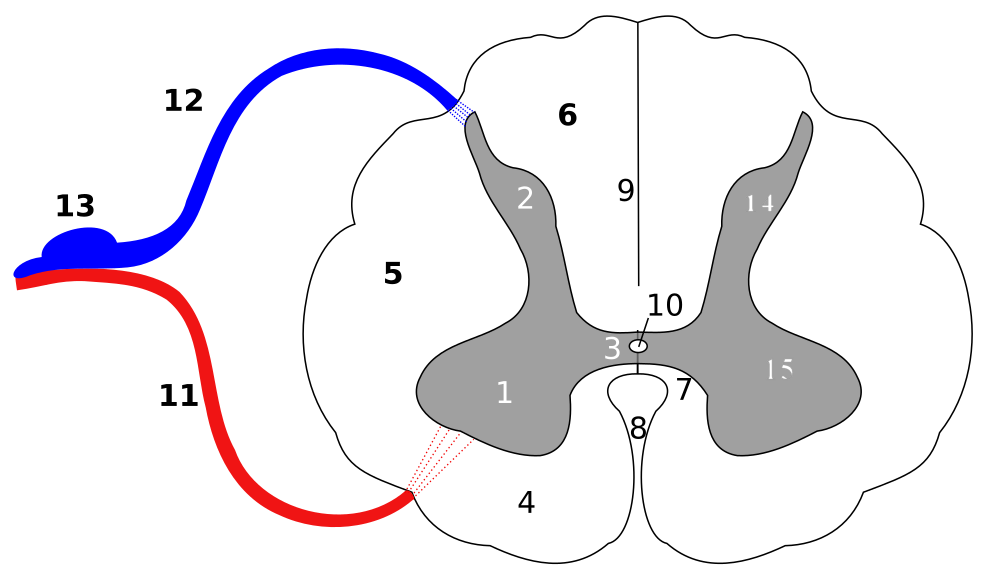
Ruggenmerg. Doorsnede van halswervel
1 voorhoorn
2 achterhoorn
14 dorsale hoorn
15 ventrale hoorn
3 commisura grisea
4 voorstreng
5 zijstreng
6 achterstrengen
7 commisura alba anterior
8 fissura mediana anterior
9 sulcus medianus posterior
10 centraal kanaal
11 voorwortel
12 achterwortel
13 ganglion spinale

Betzcellen zijn multipolaire zenuwcellen. De afbeelding hiernaast toont een diagram van een piramidecel van het betzceltype met de vertakkingen van de kortere uitsteeksels in de hersenschors. Het beeldgedeelte beslaat van boven naar beneden vrijwel dezelfde dikte, ongeveer 2,5 tot 3 millimeter. Bovenaan zit het hersenoppervlak en onderaan de grens met de witte stof. De ui-achtige verdikking in het midden van de afbeelding is het cellichaam, het zogenaamde perikaryon of soma, dat ook de celkern herbergt. Het bevindt zich in de betzcellen in laag V van de neocortex van de frontale kwab. Het sterke celuitsteeksel dat zich vanaf de punt (Latijn: apex) uitstrekt, is een dendriet en loopt omhoog naar het hersenoppervlak, waar de vertakkingen laag I bereiken. Deze apicale dendriet ontvangt voornamelijk signalen van thalamische en premotorische afferenten; het vertegenwoordigt de belangrijkste informatie-input van de piramidecel. De stekelige zwellingen zijn postsynaptische uitsteeksels, zogenaamde dendritische spines. Naast de apicale zijn er aan de basis nog verschillende andere dendrieten te zien. Deze basale dendrieten vertakken zich in de lagen V en VI van de neocortex.
Daarnaast is de basale neuriet te zien, die naar beneden in de hersenen loopt; het vertegenwoordigt de informatie-output van de piramidecel. De axon geeft een reeks collateralen af in de cortex, die zich vertakken in ongeveer rechte hoeken. Het verdere verloop van de axon is aanzienlijk langer; bij mensen zou het beeldgedeelte van boven naar beneden tot wel 500 keer langer moeten zijn.